# Gework Akopianc
Gework (Gieorgij) Tamrazowicz Akopianc (ros. Геворк (Георгий) Тамразович Акопянц, orm. Գևորգ Թամրազի Հակոբյանց; ur. 20 kwietnia 1920 w Piatigorsku, zm. 30 lipca 1976 w Erywaniu) – radziecki dowódca wojskowy narodowości ormiańskiej, pułkownik, późniejszy pracownik Erywańskiego Instytutu Rolniczego. Bohater Związku Radzieckiego (1944).

## Życiorys
Urodził się w ormiańskiej rodzinie robotniczej. W 1939 skończył szkołę średnią w Piatigorsku, od 1939 służył w Armii Czerwonej, w 1941 ukończył wojskową szkołę piechoty w Krasnodarze, od czerwca 1941 jako dowódca plutonu 322 pułku piechoty w 81 Dywizji Zmechanizowanej uczestniczył w wojnie z Niemcami. W składzie 4 Korpusu Zmechanizowanego 6 Armii Frontu Południowo-Zachodniego brał udział w walkach obronnych w rejonie Lwowa i później Berdyczowa, w lipcu i sierpniu 1941 na Froncie Południowym brał udział w kijowskiej operacji obronnej. W styczniu 1942 został zastępcą szefa sztabu 1040 pułku strzelców 295. Dywizji Strzeleckiej w składzie 37 Armii Frontu Południowego, w lutym 1942 w składzie 56 Armii brał udział w walkach obronnych na rzece Mius, później ponownie w składzie 37 Armii walczył na Froncie Południowym, Północno-Kaukaskim i Zakaukaskim, biorąc udział w operacji donbaskiej, mozdocko-małgobeckiej i nalczycko-ordżonikidzewskiej, następnie w wyzwalaniu Kisłowodzka, Piatigorska, Jessentuków i Czerkieska oraz operacji krasnodarskiej i melitopolskiej. W 1943 został członkiem WKP(b). Jako dowódca 3. batalionu 1040 pułku strzelców 295. Dywizji Strzeleckiej w składzie 28 Armii 3 Frontu Ukraińskiego w stopniu majora w nocy na 13 marca 1944 brał udział w forsowaniu Dniepru na południowy wschód od Chersonia, przełamując obronę Niemców i likwidując ich przyczółek na zachodnim brzegu Dniepru, odpierając dwa niemieckie kontrataki i walnie przyczyniając się do wyzwolenia Chersonia; podczas walk osobiście zabił wielu Niemców. Później w składzie 28. Armii brał udział w wyzwalaniu Mikołajowa, a w składzie 5 Armii Uderzeniowej (na 3 Froncie Ukraińskim i potem 1 Białoruskim) Odessy i Oczakowa, w operacji jasko-kiszyniowskiej, warszawsko-poznańskiej i berlińskiej. W 1948 ukończył Akademię Wojskową im. Frunzego, w 1961 zakończył służbę w stopniu pułkownika, pracował w Erywańskim Instytucie Rolniczym. W Piatigorsku jego imieniem nazwano ulicę.

## Odznaczenia
- Złota Gwiazda Bohatera Związku Radzieckiego (3 czerwca 1944)
- Order Lenina
- Order Czerwonego Sztandaru (dwukrotnie)
- Order Wojny Ojczyźnianej I klasy
- Order Wojny Ojczyźnianej II klasy
- Order Czerwonej Gwiazdy
- Medal „Za zasługi bojowe”

I inne.